# Neko nanka jondemo konai
A Neko nanka jondemo konai (猫なんかよんでもこない。; Hepburn: Neko Nanka Yondemo Konai, ’A macskák nem jönnek, ha szólítod őket’) vagy röviden Nekojon (猫よん; Hepburn: NekoYon) japán mangasorozat, melyet Szugiszaku írt. A mangából animesorozat és élőszereplős filmadaptáció is készült.

## Média

### Manga
A mangasorozatot Szugiszaku írta, és a Jitsugyo no Nihon Sha kiadóvállalat jelentette meg. Első kötete 2012. május 17-én, míg utolsó, negyedik kötete 2014. december 4-én jelent meg, ezek mellett 2015. szeptember 17-én egy kalauz is megjelent.

### Anime
A 12 epizódos animesorozatot 2015 októbere és decembere között sugározták a BS Asahi és a TV Osaka televízióadókon, utóbbin 2016 januárjában újra leadták. A szereplőket a Nihon Kogakuin Művészeti Akadémia tanulói szinkronizálták.

#### Stábtagok
- Rendező, forgatókönyvíró: Nodzsiri Josiaki
- Rajz: Arasigava Denzó
- Hang: Andó Tomoaki (Media House Sound Design)
- Zene: Kanemacu Sú
- Hangstúdió: Skip City Aya no Kuni Visual Plaza
- Produkciós asszisztens: Mjóenen Hiroki
- Producer: Morikava Kenicsi
- Gyártás: Dub
- Gyártási közreműködés: Relation Inc., Nihon Kogakuin Művészeti Akadémia, Digital Skip Station

#### Epizódlista
| Eoizód     | Cím                                                  |
| ---------- | ---------------------------------------------------- |
| 1. epizód  | Vagaja ni neko ga jattekita (我が家に猫がやってきた) |
| 2. epizód  | Szonna ore ga neko vo (そんなオレが猫を)             |
| 3. epizód  | Kesiki (景色)                                        |
| 4. epizód  | Konna 2-biki (こんな2匹)                             |
| 5. epizód  | Ore va Boxer (俺はボクサー)                          |
| 6. epizód  | Jume jaburete (夢やぶれて)                           |
| 7. epizód  | Aniki jo, doko ni iku? (アニキよ、どこに行く？)      |
| 8. epizód  | Keihi szakugen (経費削減)                            |
| 9. epizód  | Kimi to kuraszeba (君と暮らせば)                     |
| 10. epizód | Cuiszeki (追跡)                                      |
| 11. epizód | Ken neko: Csin (賢猫「チン」)                        |
| 12. epizód | Neko to Christmas (猫とクリスマス)                   |

#### A sorozatot vetítő televízióadók listája
| Sugárzás ideje               | Idősáv     | Adó      | Terület   |
| ---------------------------- | ---------- | -------- | --------- |
| 2015. október 2–december 18. | 00:54–1:00 | BS Asahi | Japán     |
| 2015. október 9–december 24. | 1:00–1:05  | TV Osaka | Oszaka-fu |

### Élőszereplős film
Az élőszereplős Neko nanka jondemo konai-film 2016. január 30-án jelent meg. Rendezője Jamamoto Tóru, míg forgatókönyvírója Jamamoto és Hajasi Tamio volt.

#### Stábtagok
- Rendező: Jamamoto Tóru
- Forgatókönyvíró: Jamamoto Tóru, Hajasi Tamio
- Producer: Morikava Kenicsi, Udagava Jaszusi
- Operatőr: Komacu Takasi (J.S.C)
- Világítás: Makinae Júicsiró
- Hangtechnika: Takasima Rjóta
- Művész: Hajasi Csina
- Vágó: Szagara Naoicsiró
- Zene: Kanemacu Sú
- Főcímdal: Scandal – Morning sun[4]
- Forgalmazási közreműködés: Neko no kimocsi
- Speciális közreműködés: Felissimo
- Gyártó: Dub
- Forgalmazás és promóció: Tokyo Theatre